# Ests filmmuseum
Het Ests filmmuseum (Ests: Eesti filmimuuseum) is een museum in de Estse hoofdstad Tallinn dat zich richt op het presenteren en behouden van de rijke geschiedenis van de Estse cinema. Het museum biedt een uitgebreide introductie tot het filmproductieproces en de ontwikkeling van de Estse filmindustrie. De permanente tentoonstelling van het museum, genaamd "Take One", neemt bezoekers mee op een reis door de geschiedenis van de Estse film en werpt een blik achter de schermen van de filmwereld. Naast de permanente tentoonstelling beschikt het museum over een bioscoop met 210 zitplaatsen waar regelmatig filmprogramma's worden vertoond. Het museum verzamelt en bewaart een schat aan kostuums, rekwisieten, foto's en ontwerpen die verband houden met de Estse filmindustrie. Het beschikt over een uitgebreide collectie die voornamelijk gerelateerd is aan de filmstudio Tallinnfilm. Het Ests filmmuseum is gevestigd in het Maarjamäe Kasteelcomplex en is onderdeel van het Ests historisch museum.